# صندوق الدنيا (مسلسل)
صندوق الدنيا مسلسل عراقي أنتج سنة 1996. من بطولة سامي قفطان وخالد أحمد مصطفى ورنا أحمد ومجموعة كبيرة من الأطفال. مدير تصوير العمل وليم دانيال وأثير حميد ومدير الإنتاج كنعان علي والموسيقى والاغاني سهيل شوقي والمونتاج أميل جورج والإشراف العام على المسلسل فيصل الياسري والعمل من إنتاج شبكة راديو وتلفزيون العرب.

## قصة العمل
تدور أحداث المسلسل حول رجل يتنقل بين الحواري ويجمع الأطفال حوله ويحكي لهم القصص التي تحمل معها الكثير من الحكمة والعبر، ويحتوي المسلسل على مجموعة من الأغاني مع كل قصة تروى.

## الممثلون

العاملون والممثلون في مسلسل صندوق الدنيا 1996

- سامي قفطان
- رنا أحمد
- خالد أحمد مصطفى[2]
- عبد الجبار الشرقاوي
- سوران علي
- صلاح مونيكا[3]
- كنعان علي
- فاضل عباس[4]
- عدنان شلاش[5]
- نغم فؤاد سالم[6]
- مجموعة الأطفال